# Wild- und Freizeitpark Klotten
Wild- und Freizeitpark Klotten is een attractie- en wildpark in de Duitse plaats Klotten, nabij Cochem. Het wildpark werd in 1970 geopend door Matthias en Maria Hennes. Hun zoons namen in 1995 het park over en breidde het uit met speeltoestellen en attracties.

## Attracties
Het park kent diverse speeltoestellen, maar ook enkele grotere attracties. Zo opende in 2004 de achtbaan Die heiße Fahrt. De attractie kent een snelheid van 55 kilometer per uur, is ruim vijfhonderd meter lang en 18 meter hoog. In 2012 werd Zum Rittersturz toegevoegd aan het aanbod. Deze attractie met ridderthema houdt het midden tussen een boomstamattractie en waterachtbaan, kan een snelheid van 75 kilometer per uur halen en kent een hoogte van 25 meter. In 2020 opende de interactieve darkride Kunibert's Abenteur. In het park zijn ook een jetskimolen, katrolbaan, interactieve toren, theekopjesattractie, red baron, drifter en paardenbaan te vinden. In 2022 kwam er een vrouw om door een val uit achtbaan Die heiße Fahrt.

## Dieren
Langs een route van tweeënhalve kilometer zijn diverse diersoorten te zien. Daaronder vallen onder meer de neusbeer, wasbeer, bruine beer, oehoe, wolf, lynx en het wilde zwijn. Met accipitriformes worden er vogelshows gehouden.

## Galerij

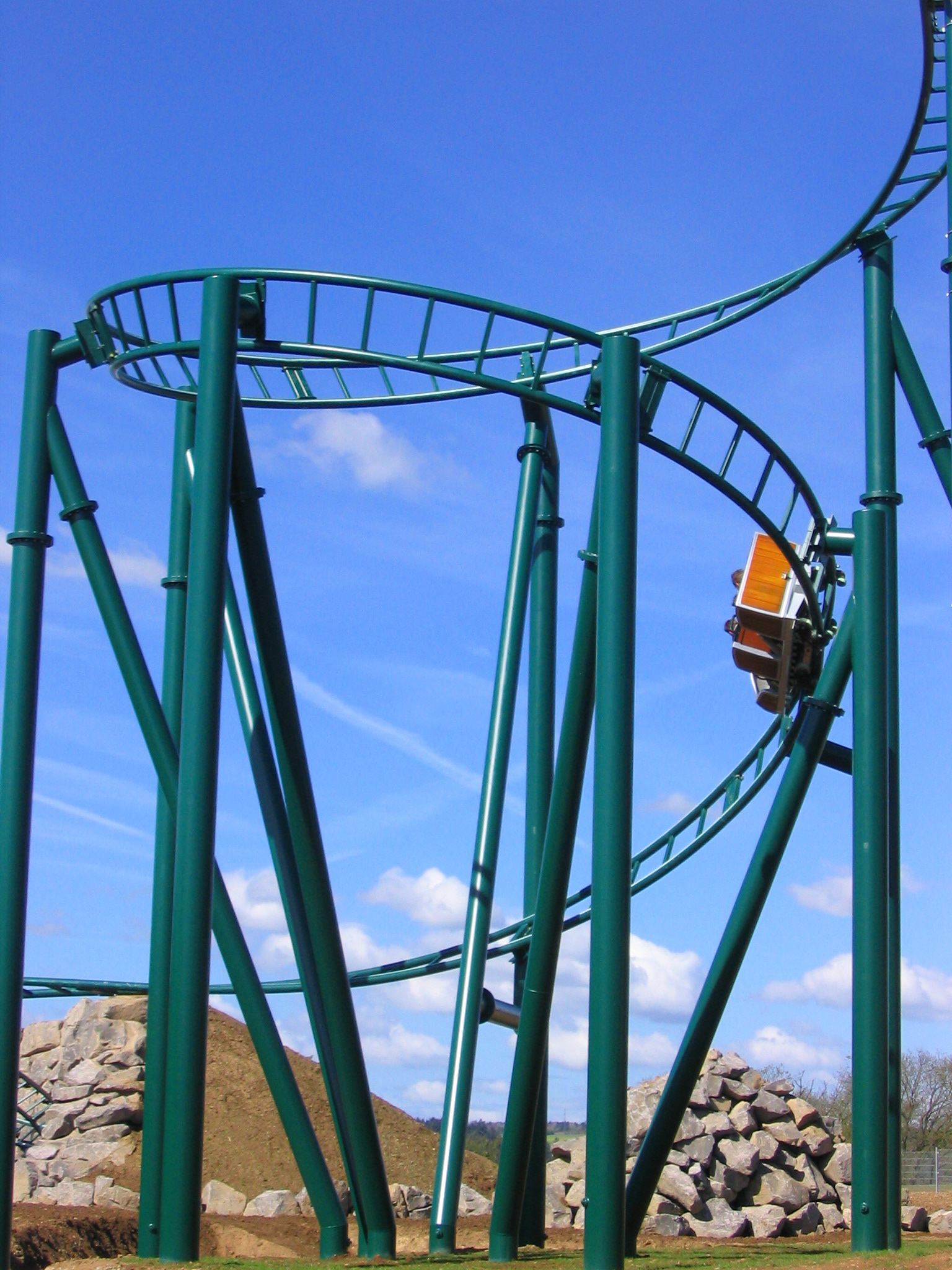
Die heiße Fahrt
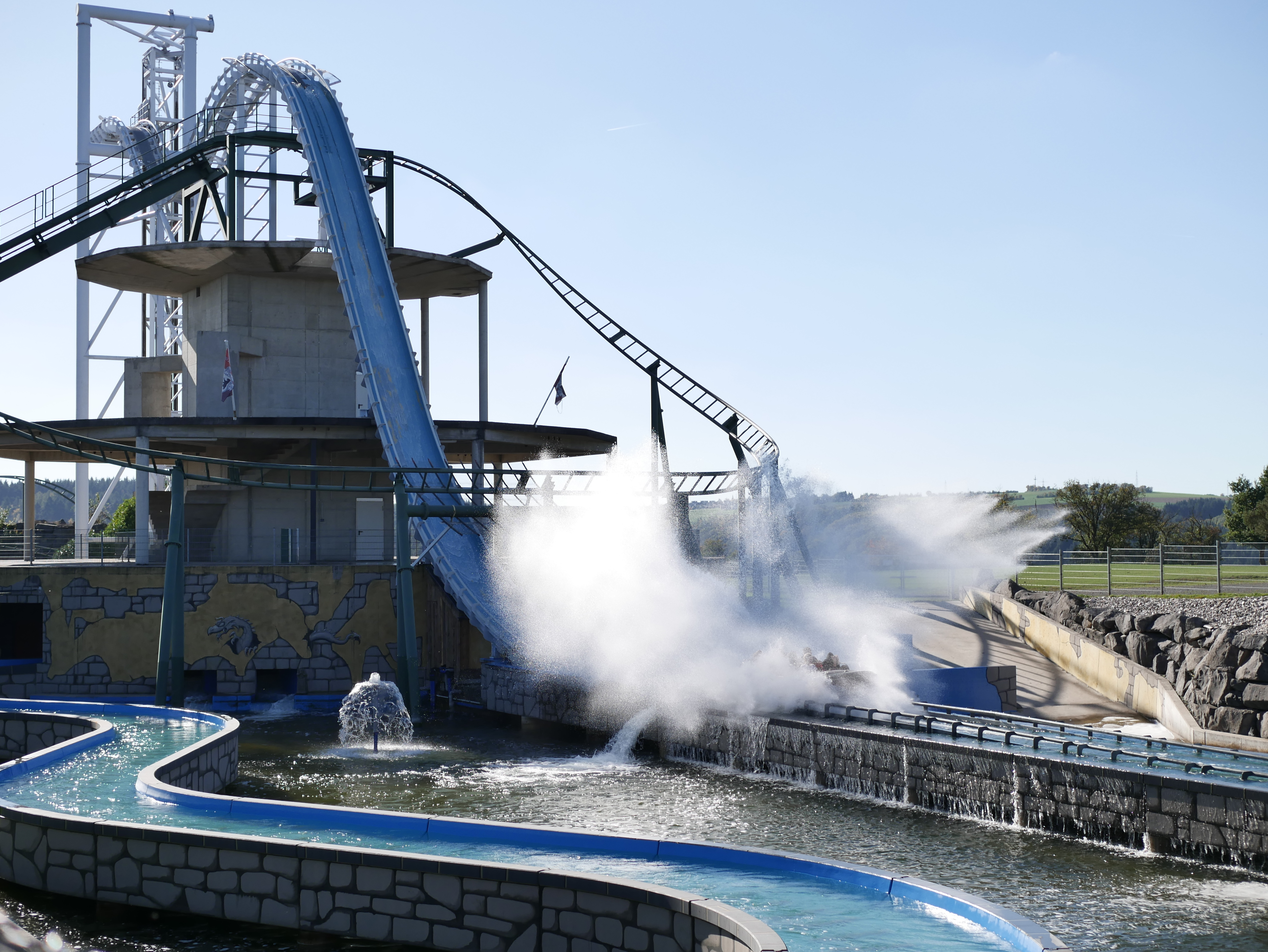
Zum Rittersturz
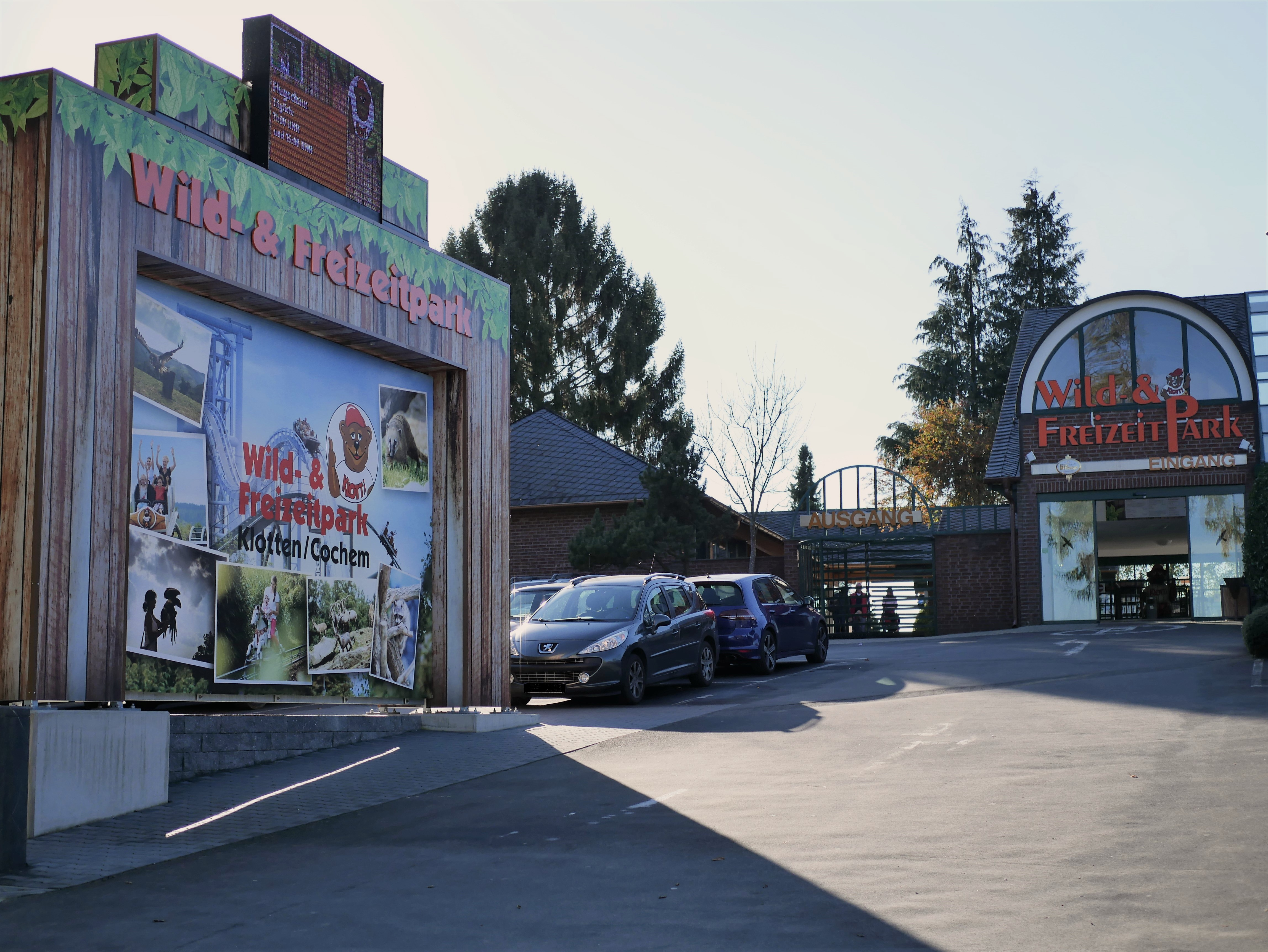
Ingang
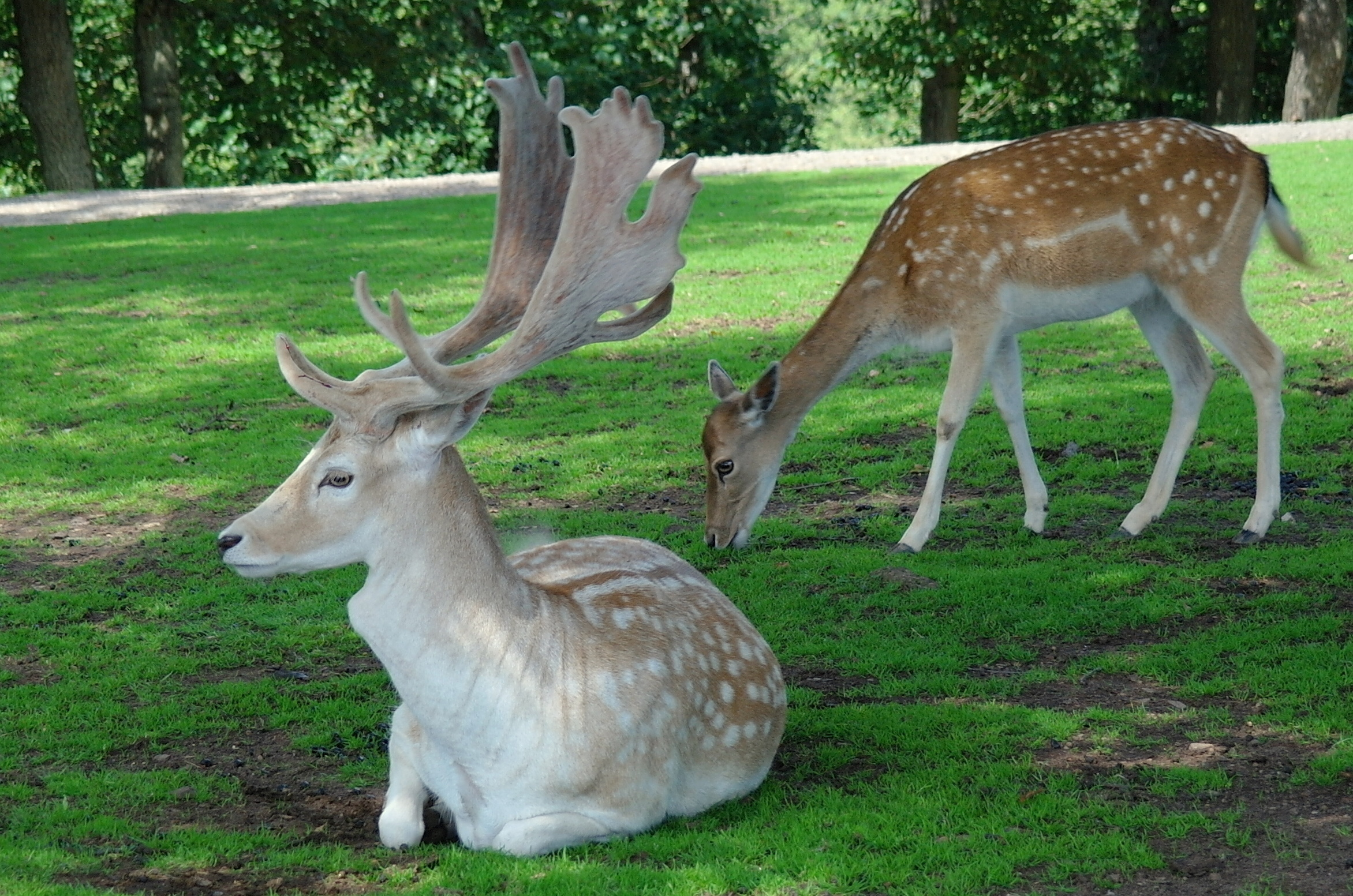
Damherten in het wildpark